# Ataúdes de luz
Ataúdes de luz es una película española de falso documental de 2002 dirigida por Nacho Cerdà.

## Sinopsis
En diciembre de 1974, un cineasta español llamado Sergio Del Monte murió en extrañas circunstancias mientras rodaba su primera película. Tan solo había transcurrido dos días del inicio del rodaje cuando la muerte le sobrevino de forma violenta. Como consecuencia, el film nunca llegó a terminarse y sus negativos fueron extraviados. Solo unas pocas personas pudieron ver las imágenes rodadas, muriendo meses después a consecuencia de un tumor cerebral. El caso se archivó. Durante una exhaustiva búsqueda de copias 25 años después, miembros de un laboratorio italiano hallaron unas latas archivadas bajo un nombre falso que habían permanecido ocultas durante años. Estas latas contenían la película que dirigió Del Monte.